# 劉繼廣
刘继广（1896年—?），字润斋，山东人。中华民国军事将领，蒙疆联合自治政府高级官员。

## 生平
刘继广原任东北军骑兵第17旅团长。1933年2月，日军进攻热河，东北军骑兵第17旅旅长崔兴武弃职出逃，刘继广与尹宝山、陈宝泉等推举李守信接任旅长，并随即跟随李守信在林西向日军投降。李守信被日军任命为热河游击司令，其所部被编为三个支队，各支队均下辖三个团，刘继广任第一支队司令。1933年9月，李守信所部改编为察东警备军，各支队均改为师，刘继广任第一师师长，1936年5月12日蒙古军政府成立，李守信部改为蒙古军，刘继广仍任第一师师长，驻包头。此后1937年12月17日刘继广任包头市市长。1939年9月1日蒙疆联合自治政府成立，刘继广调任最高检察厅厅长。此后，他还曾历任大同省省长、宣化省省长。
日本投降后，其行踪不明。